# The Infidel
The Infidel är en brittisk komedifilm som hade premiär 2010.

## Om filmen
Mahmud är en muslimsk taxibolagsägare som lever ett lugnt och traditionellt muslimskt liv, med allt vad det innebär i seder och bruk. Men hans värld vänds upp och ner när hans mamma plötsligt dör och han får veta att han är adopterad och egentligen är judisk. 
Den enda som tycks kunna hjälpa honom till rätta med sitt liv är den alkoholiserade vännen och taxichauffören Lenny som också är judisk och lär Mahmud sina seder och bruk. 
Samtidigt ska Mahmudes son Rashid gifta sig med Uzma, styvdottern till en muslimsk imam.

## I rollerna
- Omid Djalili  - Mahmud Mazzeer
- Richard Schiff - Lenny
- Archie Panjabi - Saamiya Mazzeer
- Amit Shah - Rashid
- Soraya Radford - Uzma
- Jigal Naor - Arshad El-Masri (iman)
- Matt Lucas - en rabbin